# Roberto Buitrago
Roberto Buitrago Duenas (nascido em 13 de janeiro de 1938) é um ex-ciclista colombiano.
Representou seu país, Colômbia, no ciclismo nos Jogos Olímpicos de Verão de 1960, terminando na décima sexta posição dos 100 km contrarrelógio por equipes.